# البليفيا
البليفيليا (بالإنجليزية: Blephilia )‏ وتعني النعناع الخشبي أو نبات الباجودا وهو جنس من ثلاثة أنواع من عائلة النباتات المزهرة. وجميعها نباتات عشبية أصلية لشرق أمريكا الشمالية. وتوجد هذه الانواع في معظم الأحيان في الأخشاب والجرانيت والتربة الجيرية. ونوعين منهما مهدد بالانقراض وهي البليفيليا الهيرسوتا (Blephilia hirsute) والبليفيليا السيليتا (Blephilia ciliate).
المظهر الخارجي:
ينتشر نوع النباتات المعمرة من خلال البذور والانقسامات الجذعية ففط. وتتفتح ازهار صغيرة ارجوانية اللون فوق الاوراق العلوية، وغالبًا على شكل طبقات دائرية. ومن هنا جاء الاسم الشائع نبات الباجودا. وتكون الاوراق خضراء زاهية اللون مع لون ابيض بالأسفل مدببة ومسنونة الرأس وتشبه جميع أفراد عائلة النعناع وتظهر في منظر أزواج متقابلة. وقد تختلف هذه الانواع من ناحية النوع والحجم، وتنمو بشكل عام حوالي قدم إلى قدمين وتتشكل في كتل متجمعة.

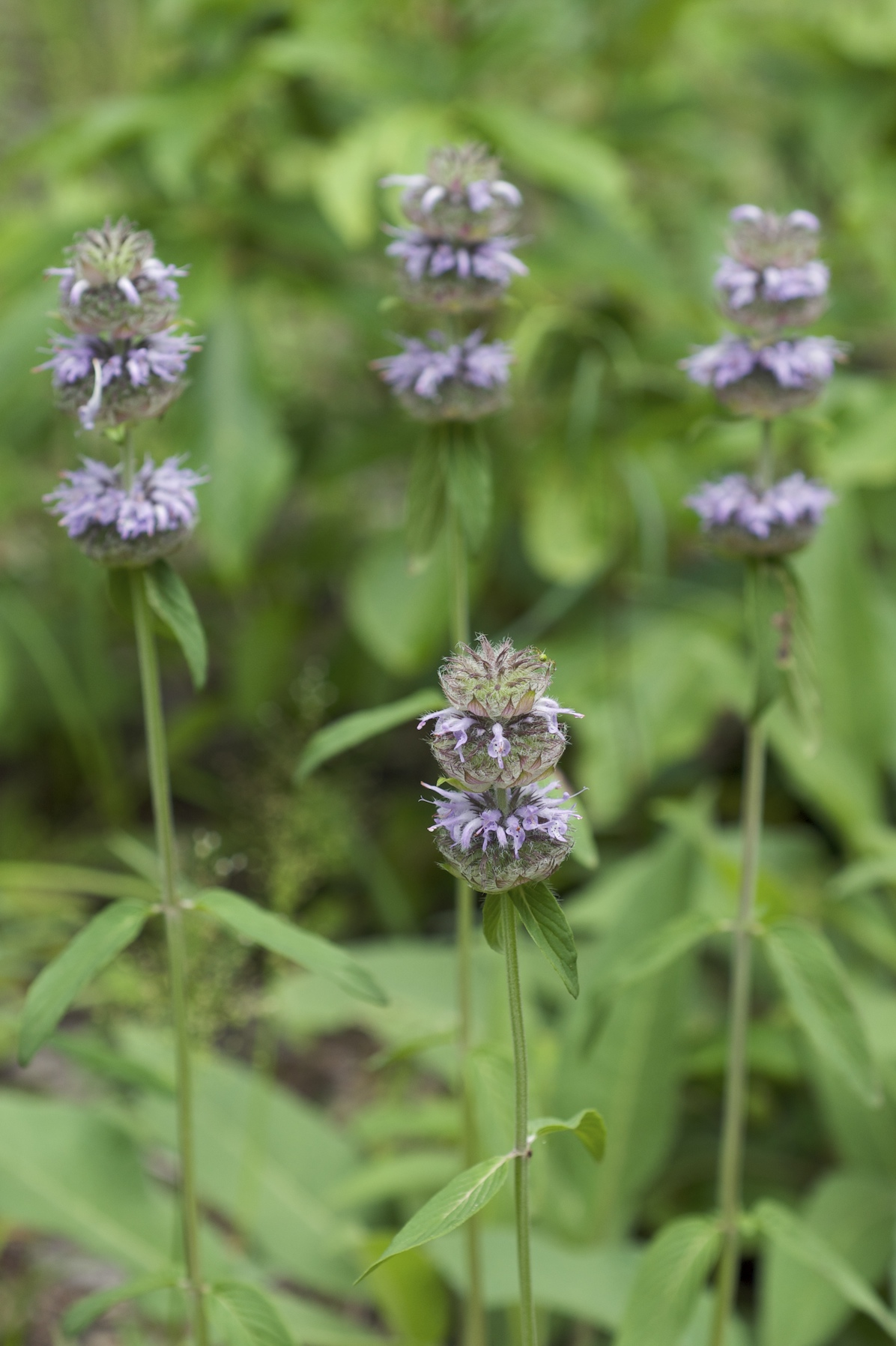
الاسم الشائع: النعناع الخشبي

المملكة: الأخمصية.

المجموعة: كاسيات البذور.
المجموعة: ثنائيات الفلقة الحقيقية.
المجموعة: الكويستيدات.
الترتيب: الشفويات.
العائلة: العائلة الشفوية.
الفصيلة: النيبيديا.
القبيلة: المينثاي.
القبيلة الفرعية: المينثين.
النوع: البليفيليا.